# Pino Patti
Pino Patti, pseudonimo di Giuseppe Surrentino D'Afflitto (Napoli, 1926 – Roma, 1º novembre 1992), è stato un attore italiano.

## Biografia
È stato un attore caratterista, recitando in film di ogni genere. Napoletano, Pino Patti ha interpretato molto spesso ruoli da "cattivo" come il delinquente o il faccendiere senza scrupoli.
Tra i suoi ruoli più importanti, il personaggio del commendator De Salvo nel film I due carabinieri; un delinquente senza scrupoli che approfittando della buona fede dei due protagonisti (Enrico Montesano e Carlo Verdone), li corrompe per poter fuggire dal suo stato di arresto in ospedale.

### Morte
Pino Patti muore accoltellato in casa sua nella notte fra l'1 e il 2 novembre 1992, per mano probabilmente di un prostituto omosessuale, ancora oggi ignoto, che, due giorni dopo l'omicidio, tornato nell'abitazione di Patti, bruciò il corpo e la camera da letto per non lasciare tracce.

## Filmografia

### Cinema
- Il voto, regia di Mario Bonnard (1950)
- Allegro squadrone, regia di Paolo Moffa (1954)
- Il marito, regia di Nanni Loy e Gianni Puccini (1958)
- Una questione d'onore, regia di Luigi Zampa (1965)
- Le piacevoli notti, regia di Luciano Lucignani e Armando Crispino (1966)
- Ballata da un miliardo, regia di Gianni Puccini (1967)
- All'ultimo sangue, regia di Paolo Moffa (1968)
- Faustina, regia di Luigi Magni (1968)
- Don Chisciotte e Sancio Panza, regia di Giovanni Grimaldi (1968)
- I 2 deputati, regia di Giovanni Grimaldi (1969)
- Toh, è morta la nonna!, regia di Mario Monicelli (1969)
- Indagine su un cittadino al di sopra di ogni sospetto, regia di Elio Petri (1970)
- L'uccello dalle piume di cristallo, regia di Dario Argento (1970)
- Il trapianto, regia di Steno (1970)
- Il gatto a nove code, regia di Dario Argento (1971)
- Per grazia ricevuta, regia di Nino Manfredi (1971)
- 4 mosche di velluto grigio, regia di Dario Argento (1971)
- Meo Patacca, regia di Marcello Ciorciolini (1972)
- Bella, ricca, lieve difetto fisico, cerca anima gemella, regia di Nando Cicero (1973)
- Bruciati da cocente passione, regia di Giorgio Capitani (1976)
- Il gatto, regia di Luigi Comencini (1977)
- Occhio alla penna, regia di Michele Lupo (1981)
- I due carabinieri, regia di Carlo Verdone (1984)
- Il Bi e il Ba, regia di Maurizio Nichetti (1985)
- Il sole anche di notte, regia di Paolo e Vittorio Taviani (1990)

### Televisione
- Aeroporto internazionale – serie TV, episodio 2x24 (1987)
- Investigatori d'Italia, regia di Paolo Poeti – miniserie TV (1987)
- Don Tonino – serie TV, episodi 1x05-2x01 (1988-1990)
- Senza scampo, regia di Paolo Poeti – miniserie TV (1990)

## Doppiatori italiani
- Arturo Dominici in  4 mosche di velluto grigio, Il gatto a nove code
- Max Turilli in Il trapianto, Per grazia ricevuta
- Fiorenzo Fiorentini in Il gatto
- Gianfranco Bellini in Occhio alla penna